# 小米手环2
小米手环2是由小米生产的可穿戴设备，于2016年6月7日发布。与前代产品不同，小米手环2带有OLED屏幕和电容按键。2017年9月，小米在印度发布了"Mi Band-HRX Edition"，为小米手环2的低价版本。
2018年5月31日，小米在深圳发布了小米手环3，是小米手环2的后代产品。

## 规格

### 基本参数[3]
- 蓝牙版本：蓝牙4.0(中文版)，蓝牙4.2(国际版)
- 防水性能：IP67
- 颜色：黑色
- 兼容性：Android4.4/iOS7.0及以上版本
- 语言：英文 / 中文
- 总长度：235毫米
- 可调长度：155-210毫米
- 产品尺寸(lxwxh)：40.3 x 15.7 x10.5毫米
- 产品重量：7.0克

### 传感器
- 加速度计
- 光學心率监测器
- 振动引擎

### 显示屏
- 显示屏：0.42英寸OLED
- 按钮：电容

### 电池
- 电池类型：锂离子聚合物电池
- 电池容量：70毫安时
- 电池续航时间：10-30天
- 输入电流：45 mA(TYP)，65 mA(MAX)
- 输入电压：DC 5V

### 材质
- 前面板材质：Makrolon聚碳酸酯
- 主体材质：TPSiV热塑性共聚酯
- 腕带材质：热可塑弹性体
- 带扣材质：塑料